# Poštovní známka

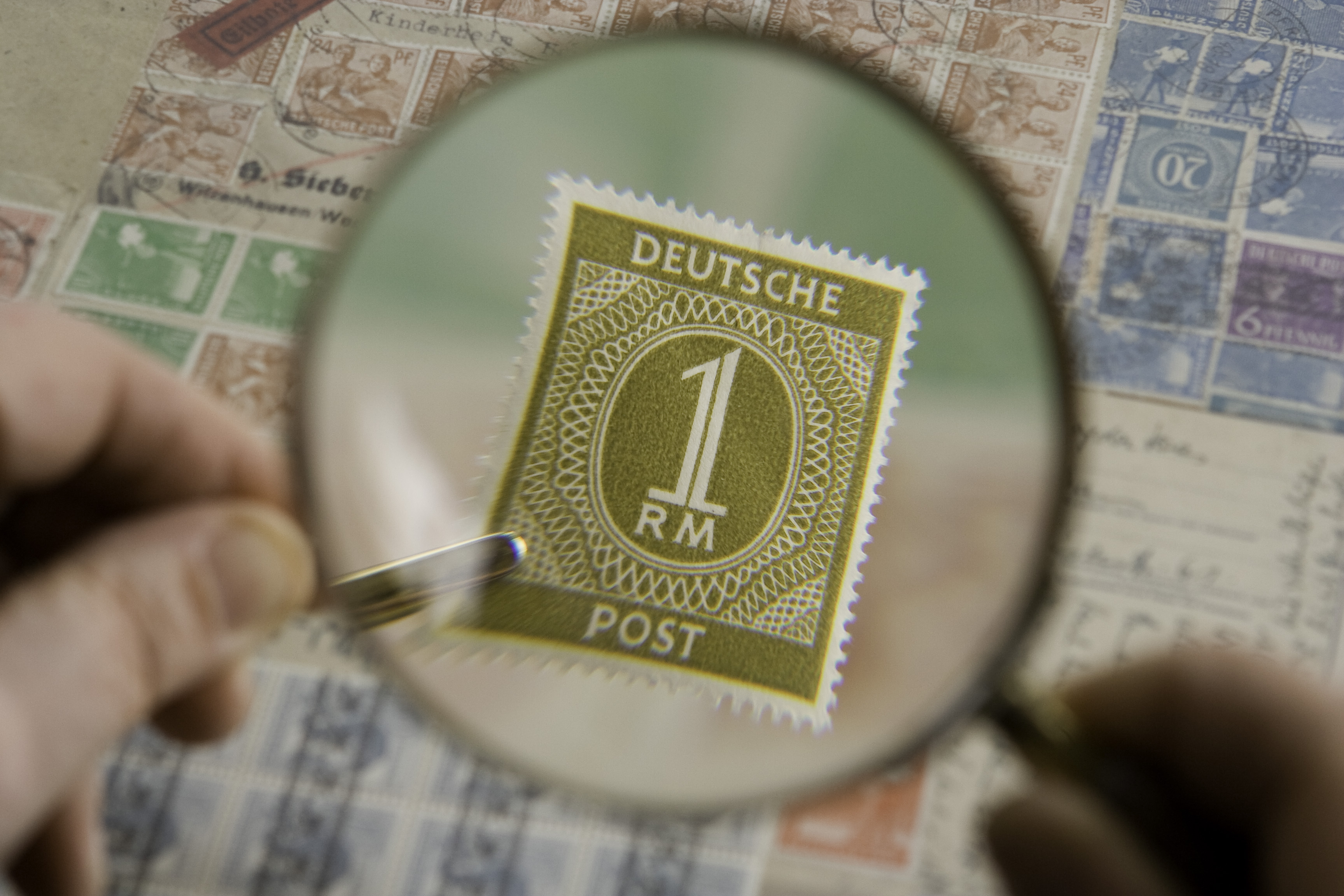
Poštovní známka pod lupou

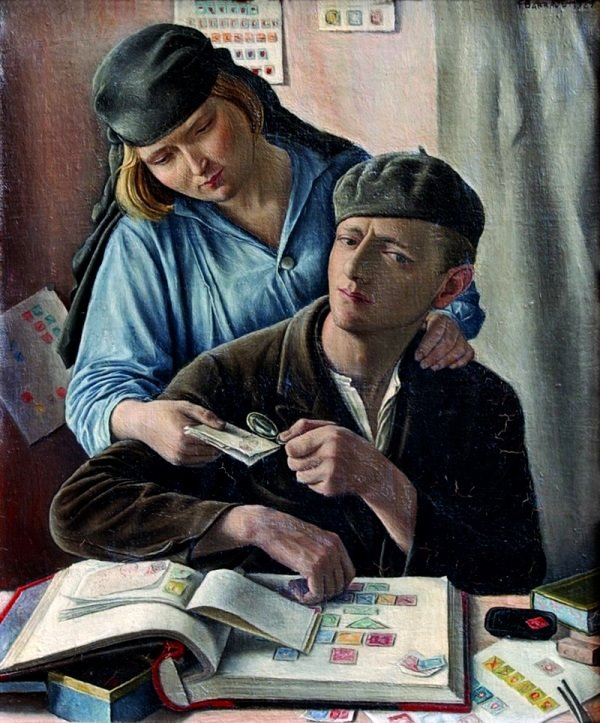
François Barraud: Filatelista, 1929

Poštovní známka je doklad o předplacení poštovní služby. Má formu potištěného papíru s lepicí vrstvou na rubu, který lze nalepit na obálku nebo jinou zásilku; má zpravidla tvar pravoúhlého čtyřúhelníku, někdy trojúhelníku, výjimečně kruhu i jiných tvarů. Nalepená poštovní známka prokazuje, že odesílatel zásilky zaplatil za její přepravu a doručení. Známka může být též natištěna přímo na dopisnici nebo na obálku.
Jinou formou potvrzení o datu a hodnotě zaplacené poštovní služby je otisk výplatního (frankovacího) stroje.
Poštovní známka patří mezi ceniny. Cenina je termín označující poštovní známky, celiny a vzorce. Pokud je poštovní známka nebo její obraz vytištěn na dopisnici, obálce nebo pohlednici, jedná se o celinu.
Pro poštovní zásilky, přepravované letecky, jsou vydávány letecké poštovní známky, případně letecké celiny. Dalšími druhy poštovních známek jsou mj. známky novinové nebo doplatní

## Historie

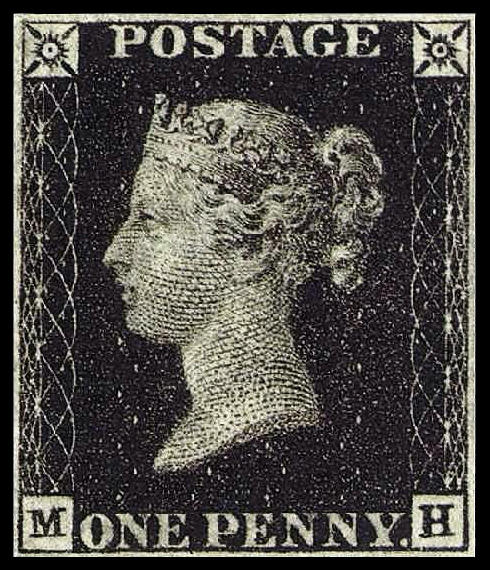
První poštovní známka Penny Black

Poštovní známka, tak jak ji známe dnes, byla vytvořena ve Velké Británii. První návrhy na známky, které by se lepily na dopis, podal sice už roku 1835 Slovinec Lovrenc Košir (v rámci rakouské monarchie), nebyly však úřady přijaty. Roku 1837 přišel s podobným návrhem James Chalmers ve Velké Británii, ani on však neměl úspěch. Komplexní poštovní reformu však začal prosazovat ve stejné době i Rowland Hill, venkovský učitel a pozdější generální poštmistr. Své návrhy publikoval v článku Postal Reform: its Importance and Practibility v roce 1837. Přišel s tím, že bude vhodnější, aby za doručení zásilky platil odesílatel a ne příjemce, jak tomu bylo dosud, kdy se také často stávalo, že adresát odmítl převzít zásilku, protože za ni nechtěl platit. Také přišel s návrhem jednotné ceny za dopis. Argumentoval tím, že se tak sníží náklady státní správy. Poštovné již nebude účtováno jako dosud podle vzdálenosti, což vyžadovalo, že každá zásilka měla individuální záznam v účtech Královské pošty. Hillovy návrhy byly nakonec v srpnu roku 1839 schváleny parlamentem a Hlavní poštovní úřad spustil službu (Penny Post) v roce 1840. To vedlo téměř okamžitě i k radikálnímu snížení poštovného a jeho masovému využívání veřejností. Hill byl později jmenován generálním poštmistrem.
Počátkem roku 1840 začala Královská pošta nabízet 2 druhy předplatných obálek, jedna v hodnotě 1 penny a druhá v hodnotě 2 pencí, které navrhl William Mulready. Tyto obálky se však příliš neujaly. Tři měsíce poté, co se objevily předplatní obálky, byla 1. května 1840 dána do prodeje první opravdová poštovní známka v hodnotě 1 penny (1d) černé barvy, známá jako Penny Black. Na známce je podobizna královny Viktorie z profilu. Její první použití bylo zaznamenáno již následující den – 2. května, ačkoliv úřední zahájení jejich platnosti mělo nastat až 6. května. Bezprostředně poté následovalo vydání modré známky v hodnotě 2 pence (2d).
Poštovní známky časem přesáhly své původní poštovní určení. Velký význam u nich začala získávat kromě státně propagačního účelu také jejich estetická hodnota. Staly se též prostředkem k připomínce a uctění významných osobností a událostí a zároveň významným sběratelským artiklem v oboru filatelie, přičemž některé exempláře vzácných známek mohou mít skutečně astronomickou cenu.

## Poštovní známky Československa

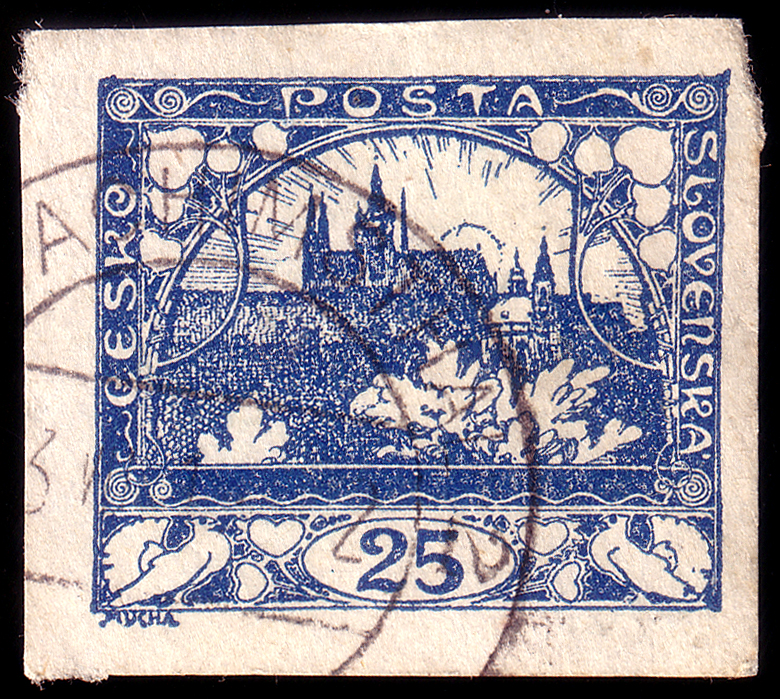
25haléřová známka s motivem Hradčan, jedna z prvních československých známek

Československé poštovní známky vycházely v letech 1918–1939 a 1945–1992. Jsou chráněny autorským zákonem. To znamená, že žádné jejich kopie nemohou být volně používány bez výslovného svolení autorů nebo jejich dědiců. Vypršení jejich autorských práv nastává podle tohoto zákona 70 let po smrti autora či případného posledního spoluautora (což bývá rytec). Tato okolnost zatím nastala pouze u některých prvorepublikových a několika poválečných známek.
Poštovní známky vydávala Československá pošta podle poštovního zákona z roku 1946.
Na známkové tvorbě se podílí většinou autor předlohy (grafik) a rytec.
Rytci, kteří se podíleli na prvních československých známkách:
- Karel Seizinger (Karl Friedrich Wilhelm Seizinger) (23. března 1889 – 4. května 1978)
- Bohumil Heinz (9. května 1894 – 22. května 1940)
- Jaroslav Goldschmied (14. srpna 1890 – 3. listopadu 1977)
- Eduard Karel (20. ledna 1861 – 18. října 1950)
- Jan C. Vondrouš (24. ledna 1884 – 28. června 1970)
- Karel Wolf (28. dubna 1894 – 27. září 1966)

Grafici, kteří se podíleli na prvních československých známkách:
- Alfons Mucha (24. července 1860 – 14. července 1939)
- Max Švabinský (17. září 1873 – 10. února 1962)
- Jakub Obrovský (23. prosince 1882 – 31. března 1949)
- Vratislav Hugo Brunner (15. října 1886 – 13. července 1928)
- Jaroslav Benda (27. dubna 1882 – 12. ledna 1970)
- Karel Seizinger (23. března 1889 – 4. května 1978)

## Poštovní známky České republiky
Poštovní známky České republiky vycházejí od roku 1993. Od roku 2007 je vydavatelem poštovních známek Ministerstvo průmyslu a obchodu České republiky, ovšem náklady na vydávání poštovních známek hradí a jejich uvádění do oběhu provádí držitel poštovní licence – tzn. v letech 1993 až 2017 Česká pošta s. p.
Tisk poštovních známek zajišťuje v České republice Tiskárna Hradištko s.r.o., která odkoupila technické vybavení pro jejich výrobu od Poštovní tiskárny cenin Praha a. s., dříve Česká pošta Technická ústředna spojů a ještě dříve od roku 1952 jakožto Účelová poštovní tiskárna ministerstva spojů pro tisk poštovních známek a jiných tiskovin vyžadující vysoký stupeň ochrany.
Poštovní známky, celistvosti a celiny všech známkových zemí do roku 1945 včetně jsou v Česku považovány podle zákona č. 71/1994 Sb. za předměty kulturní hodnoty a lze je vyvézt z území České republiky, pouze jsou-li doloženy osvědčením k vývozu.

## Inspirace

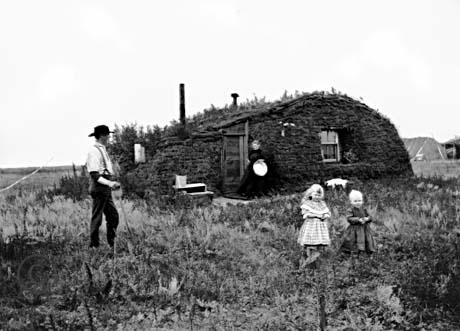
Fotografie Freda Hultstranda použitá jako základ pro americkou a norskou známku

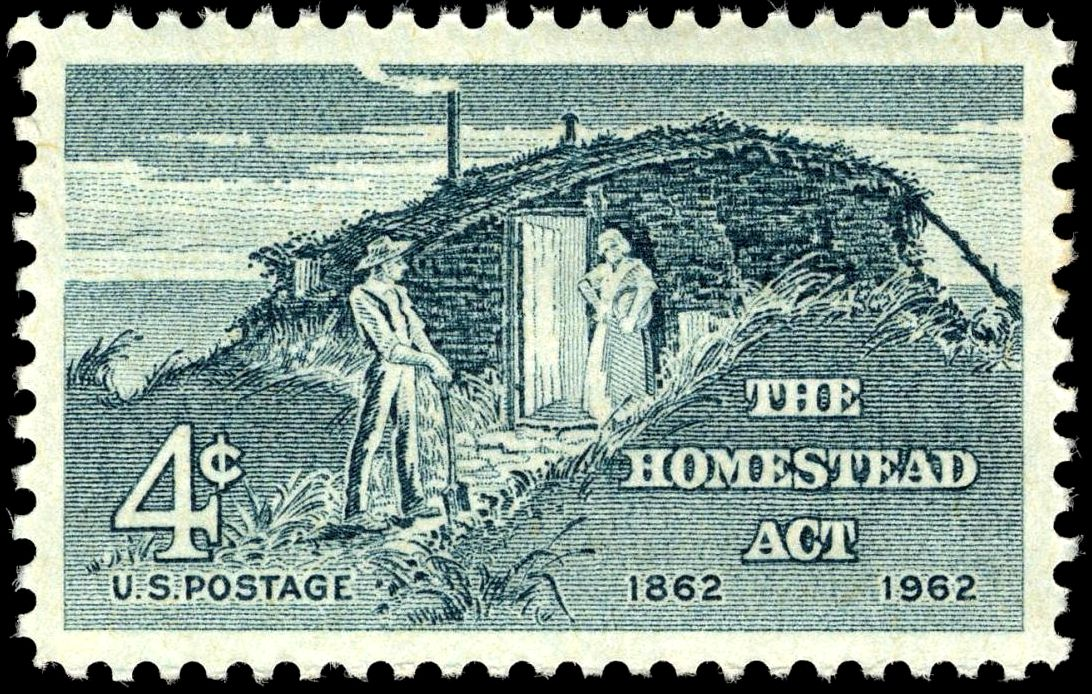
Poštovní známka z roku 1962 amerického ministerstva financí vydaná u příležitosti stého výročí zákona o usedlostech

Celá řada poštovních známek byla inspirována podle fotografií známých fotografů. Například známka amerického ministerstva financí vydaná v roce 1962 u příležitosti stého výročí zákona o usedlostech (stát daroval osídlenci zdarma 64 ha státní půdy na západě s podmínkou, že na ní bude žít a obdělávat ji). Ta je založena na snímku amerického fotografa Freda Hultstranda. Fotografii pořídil v Miltonu v Severní Dakotě a jsou na ní John a Marget Bakkenovi a jejich dvě děti, Tilda a Eddie, před svým domem z travních drnů v roce 1898. Před domem je také malý pes. John Bakken byl synem norských přistěhovalců, kteří přišli do Miltonu v roce 1896. Vzhledem k tomu, že na známkách v USA nemouhou být zobrazovány žijící osoby, byly obě děti vyretušovány kupkou sena. Je však ironické, že v době vydání známky byl ještě naživu John Bakken – bylo mu 92 let. Tato fotografie byla použita i na norské poštovní známce v roce 1975 pro připomenutí 150. výročí norské emigrace do Ameriky. Děti na této známce byly ponechány, jedná se o přesnější obraz z původní fotografie.
V roce 1998 se na známku o nominální hodnotě 32 centů americké poštovní služby u příležitosti oslavné série 30. let dvacátého století dostala fotografie Matka přistěhovalkyně portrétní fotografky Dorothey Langové. Tisk známky byl neobvyklý, neboť dcery Katherine McIntosh (vlevo) a Norma Rydlewski (v náručí Thompsonové) byly ještě v době tisku naživu a je velmi neobvyklé pro poštovní služby tisk známky s podobiznami jednotlivců, kteří nejsou po smrti nejméně 10 let.

## Filatelistická odchylka
Filatelistická odchylka je jakákoliv odlišnost od předepsaného normálu poštovní ceniny. Jedná se o odchylky v obraze, barvě, papíru, lepu, oddělování a případně i použití poštovní ceniny.

## Poštovní známky Rakousko-Uherska
Pravděpodobně všechny poštovní známky Rakousko-Uherska jsou volné dílo i podle přísného českého autorského zákona.
Známým rytcem byl Ferdinand Schirnböck (1859–1930), návrhářem Koloman Moser (1868–1918).

## První poštovní známky Finsko, Norsko, Švédsko

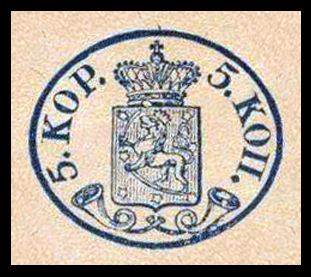
První finská známka
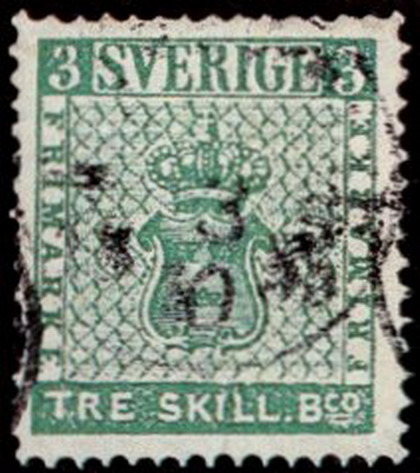
První švédská známka
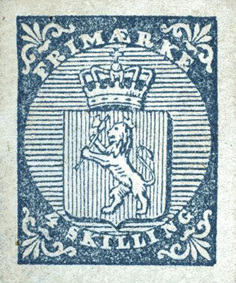
První norská známka

První známky ve skandinávských zemích se objevují okolo poloviny 19. století. Finsko vydalo první známky v hodnotě 5 a 10 kopeken v roce 1860. První norská známka s vodotiskem v hodnotě 4 skillingů a první švédská známka v pěti hodnotách 3, 4, 6, 8 a 24 skillingů se objevily ve stejném roce 1855.